# Szalajka-patak (Nógrád vármegye)
A Szalajka-patak a Mátrában ered, a Galyatetőtől  északkeletre, Nógrád vármegyében, mintegy 500 méteres tengerszint feletti magasságban. A patak forrásától kezdve délnyugati irányban halad, majd eléri a Csevice-patakot.
A Szalajka-patak vízgazdálkodási szempontból a Zagyva Vízgyűjtő-tervezési alegység működési területét képezi.
A patak partján nincsenek lakott települések.